# Milan Gorkić
Milan Gorkić (también llamado Josip Čižinski, nacido Josef Čižinský; Sarajevo, 1904 - Moscú, 1937) fue un alto dirigente comunista yugoslavo de etnia checa. Fue líder del Partido Comunista de Yugoslavia (KPJ) en el exilio desde 1932 hasta 1937, y miembro destacado de la Internacional Comunista.
Fue ejecutado por la NKVD, la policía de inteligencia de Stalin en 1937, durante la Gran Purga, acusado de espía y trotskista, como consecuencia de una lucha de poder dentro del partido de la que salió beneficiado Josip Broz Tito, quien asumió su dirección desde ese momento.

## Biografía

### Juventud
Gorkić nació Josef Čižinský, el 19 de febrero de 1904, en el seno de una familia checa de Austria-Hungría, que se instaló en Sarajevo cinco años antes. En ese momento, Bosnia-Herzegovina seguía siendo oficialmente un vilayato dentro del Imperio otomano, aunque de facto era administrada por los austrohúngaros.
Su padre, Vaclav Čižinský, trabajaba para el gobierno del Imperio austrohúngaro. En 1921, la familia Čižinský fue deportada del Reino de los Serbios, Croatas y Eslovenos a Checoslovaquia, al ser su padre acusado de comunista y serbófobo. Gorkić también había sido detenido anteriormente por actividades comunistas, siendo estudiante de la Escuela de Comercio de Sarajevo, lo que contribuyó a la expulsión de su familia.

### Actividad política
El 4 de diciembre de 1919, la Liga de Jóvenes Comunistas de Yugoslavia (SKOJ) se había establecido en Sarajevo, y Gorkić había sido elegido para su liderazgo. Utilizó por primera vez su seudónimo de Milan Gorkić en un artículo de prensa del 14 de octubre de 1920, habiéndose convertido ya en uno de los líderes más activos del Partido Comunista de Yugoslavia (KPJ).
En la noche del 29 de diciembre de 1920, el rey Alejandro I de Yugoslavia proclamó la Obznana, una ley que ilegalizaba las organizaciones comunistas, especialmente toda actividad del KPJ, arrestando a miles de comunistas. Él y sus colaboradores establecieron una organización ilegal como núcleo de la organización y reorganizaron el partido en la clandestinidad. 
Fue expulsado del Reino de Yugoslavia, tras la cual actuó como representante del KPJ en la Internacional Comunista en Moscú. En Alemania se casó con Berta Nikolayevna Glen, también miembro de la Internacional Comunista, y tuvieron una hija llamada Jelena. A principios de 1928 había sido elegido Secretario de la Internacional Comunista de Moscú, y en 1930 representante de la Comintern en el Partido Comunista de Gran Bretaña. Al mismo tiempo, trabajó para la Secretaría del KPJ y para el Secretariado Balcánico de la Internacional Comunista dirigido por Georgi Dimitrov.

### Liderazgo del KPJ

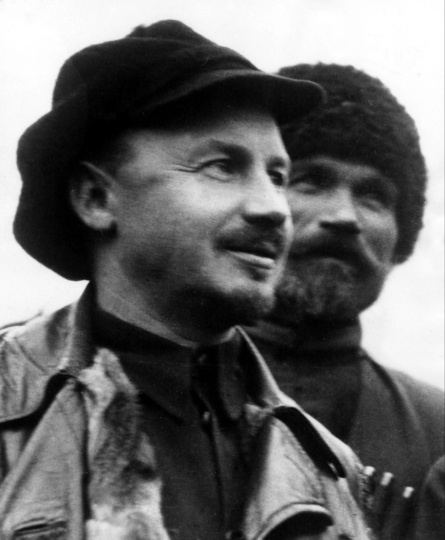
Nikolai Bujarin fue el mentor de Gorkić como secretario general del Partido Comunista de Yugoslavia. Finalmente, ambos serían víctimas de la Gran Purga de Stalin, en 1936 y 1937 respectivamente.

El Partido Comunista de Yugoslavia (KPJ) fue uno de los partidos comunistas más disciplinados dentro de la Comintern.
En 1932, con Nikolai Bujarin como mentor, Gorkić fue nombrado secretario general del KPJ, bajo el seudónimo Sommer. Regresó varias veces a Yugoslavia, pero cuando fue elegido como secretario general del partido, se le prohibió la entrada en el país por razones de seguridad. A partir de 1932, el comité central del KPJ actuó en el exilio, en Viena, París y Moscú. 
En noviembre de 1933, viajó al Reino de Yugoslavia para preparar la cuarta conferencia del partido, que se celebró en Liubliana en diciembre de 1934. Durante el proceso, nombró a Josip Broz Tito como secretario general temporal. En Liubliana, Gorkić se mostró como un líder muy sólido y consiguió revitalizar el KPJ.
La dirección provisional del KPJ, compuesta por Gorkić, Vladimir Ćopić y Blagoje Parović, celebró una reunión el 26 de abril de 1933, donde se afirmó que la purga en el partido ordenada desde Moscú fue "absolutamente correcta y hecho a tiempo", y que la dirección del el KPJ había completado su tarea. Poco después de la purga, Gorkić escribió un artículo titulado O čišćenju redova naše partije (Las líneas de la purga en nuestro partido), donde afirmaba que la purga tenía carácter "educativo". Sin embargo, la purga del KPJ bajo el liderazgo de Gorkić no tuvo relación con las duras purgas realizadas por Stalin.
Las primeras detenciones masivas en la Unión Soviética se produjeron en el verano de 1936, durante la Gran Purga. Incluyeron a los viejos bolcheviques Grigory Zinoviev, Mijaíl Tomsky, Iván Smirnov, Alexei Rykov, Lev Kamenev, Grigori Sokolnikov y Nikolai Bukharin, el mentor de Gorkić. Durante el proceso, la declaración oficial del Comité Central del KPJ consideró a Bukharin y Rykov "bandidos fascistas trotskistas-zinovievistas". Todos ellos fueron ejecutados por un pelotón de fusilamiento. El KPJ bajo el liderazgo de Gorkic mostró así su apoyo a la Gran Purga de Stalin y su declaración oficial era, al mismo tiempo, una invitación a las purgas dentro del propio KPJ.

### Muerte
En 1936 la sede del KPJ fue trasladada de Viena a París. En esa época Tito envió un informe sobre Gorkić al NKVD (la policía secreta soviética) en el que le acusaba de acumular demasiado poder dentro del partido, y poniendo en duda su lealtad. Milan Gorkić se encontraba trabajando ya, junto con Rodoljub Čolaković y otros miembros del buró político del KPJ, en el reclutamiento de brigadistas yugoslavos para ayudar a la II República en la guerra civil española. Durante 1936, Gorkić consiguió el traslado de unos 1000 voluntarios yugoslavos a España.
En junio de 1937, recibió una llamada de emergencia de la Internacional Comunista desde Moscú para regresar y hacer un informe. A su llegada, fue acusado en un principio de ser un espía británico. El 23 de octubre fue detenido y encarcelado en Lubianka, y el 1 de noviembre fue ejecutado. Después, Tito asumió el liderazgo del KPJ, siendo Gorkić expulsado póstumamente del partido. Su esposa Berta, directora del Parque de la Cultura de Moscú, fue arrestada y ejecutada poco después. Durante la Gran Purga, un gran número de comunistas de Yugoslavia residían en la Unión Soviética. Cientos de ellos fueron arrestados y ejecutados sin ningún rastro bajo la acusación de que eran espías o bien trotskistas. Otros comunistas que encabezaron el KPJ antes que Gorkić también fueron ejecutados durante la purga.

## Versión de Tito
En abril de 1952, Tito concedió una entrevista exclusiva a la revista LIFE, titulada "Tito speaks" ("Tito habla") en la que narró su relación con Gorkić y los motivos que le llevaron a denunciarle:

En el momento de la Séptima Convención de delegados de mi país fui elegido como representante permanente de Yugoslavia ante la Internacional Comunista. Sin embargo, la decisión fue rechazada desde la dirección, y se obligó a nombrar a Milan Gorkic. Él había pasado 12 años en Moscú, comenzó como un pequeño funcionario y ascendió con la ayuda de los funcionarios del Komintern hasta que se convirtió en secretario general del partido yugoslavo. Cuando regresé a Yugoslavia en 1936, me dio un pasaporte falso y un billete y me dijo qué ruta debía tomar. Sin embargo, como antes había sucedido que los compañeros que viajaron bajo su dirección habían sido capturado en la frontera, yo elegí mi propio camino. No mucho tiempo después Gorkic fue despedido. Había sido él quien, durante todos estos años, nos había traicionado ante la policía. No volvió a ser escuchado
Josip Broz, Tito

En 1977 la agencia yugoslava Tanjug publicó que Tito había manifestado que "Gorkic no era un espía extranjero", haciendo alusión a un cambio en la visión oficial del líder comunista ejecutado.

## Revisión de su figura
Después de la muerte de Stalin, la Unión Soviética rehabilitó la figura de Milan Gorkić. En 1987, asimismo, el gobierno yugoslavo anunció también la rehabilitación de la figura de Gorkić.
El diario de Belgrado Borba afirmó en 1987 que Gorkić fue condenado erróneamente a muerte como traidor y espía extranjero debido a "una desafortunada combinación de circunstancias y la falta de investigación histórica". En la misma línea NIN consideró que "los comunistas yugoslavos no tuvieron otra opción en el momento que aceptar la decisión de los jueces soviéticos". Para Tanjug, "Gorkić era un hombre excepcionalmente inteligente, y se asemejaba a los revolucionarios rusos de finales de siglo (...) A juzgar por sus escritos, su apreciación de su tiempo era muy buena y no estaba de acuerdo con el curso de la Comintern estalinista".